# Lutzia tigripes
Espèce
Lutzia (Metalutzia) tigripes, anciennement dénommé Culex (Lutzia) tigripes, est une espèce d'insectes de l'ordre des diptères, un moustique du genre Lutzia vivant en région afro-tropicale et dont la particularité est d'être carnivore au stade larvaire. C'est la seule espèce du genre présente sur le continent africain.